# Mearas
Los mearas (en idioma rohírrico, singular mearh) son una raza de caballos que pertenece al legendarium del escritor británico J. R. R. Tolkien.
Los mearas eran caballos libres, más veloces, fuertes, resistentes, inteligentes y longevos que los caballos comunes, llegando a vivir tanto como los hombres. Estos se encontraban principalmente bajo dominio de los hombres de Rohan, jinetes consumados que cuidaban a sus caballos tanto como a ellos mismos. Descienden de Felaróf, que fue domado por Eorl el Joven, después de que su padre Léod muriera intentando cabalgarlo, desde entonces han servido de montura exclusivamente a la familia real de Rohan a excepción de Sombragrís. Se creen descendientes de Nahar, el caballo del vala Oromë.
Uno de los más conocidos de estos caballos era el llamado Sombragrís, que monta Gandalf en El Señor de los Anillos.
- Datos: Q2715082